# NGC 248
NGC 248 este o nebuloasă difuză situată în Micul Nor al lui Magellan, în constelația Tucanul. A fost descoperită în 11 aprilie 1834 de către John Herschel.